# Il nostro tragico universo
Il nostro tragico universo è un romanzo del 2010 della scrittrice inglese Scarlett Thomas.

## Trama
Meg insieme al suo fidanzato, il gruppo di amici e un amore segreto vive nella zona costiera del Devon. Il suo sogno è di poter scrivere il "Suo" romanzo. Mentre aspetta la sua grande occasione, le capita un libro di pseudoscienza da recensire. Questo libro le darà degli spunti, su come prosegue il suo personale percorso per la stesura del suo romanzo.

## Edizioni
- Scarlett Thomas, Il nostro tragico universo, collana Nuova Narrativa Newton, Newton Compton, 2010,  pp. ca. 480, cap. 37, ISBN 978-88-541-2140-9.